# Rjukan
Rjukan este o localitate din comuna Tinn, provincia Telemark, Norvegia, cu o suprafață de 2,59 km² și o populație de 3.309 locuitori (2013).